# إمارة أشروسنة
إمارة أشروسنة (تُكتب أيضًا أوشروشانا أو أوسروشانا أو أوستروشانا ) هي سلالة محلية تحكم منطقة أشروسنة، في المنطقة الشمالية من طاجيكستان الحديثة، من تاريخ غير معروف حتى عام 892 م. لم تكن أشروسنة مثل فرغانة ، تنتمي إلى صغديا نفسها، لكن سكانها كتبوا باللغة الصغدية، وربما تحدثوا اللغة الصغدية أيضًا. وكان حكام الإمارة معروفين بلقب أفشين.